# Black Panther: Wakanda Forever (soundtrack)
De soundtrack voor de Amerikaanse superheldenfilm Black Panther: Wakanda Forever uit 2022, het vervolg op Black Panther (2018), gebaseerd op het gelijknamige personage van Marvel Comics en geproduceerd door Marvel Studios. De filmmuziek bestaat uit een originele partituur gecomponeerd en geproduceerd door Ludwig Göransson. Hij heeft als componist gewerkt voor de eerdere films van Ryan Coogler. Göransson, die in september 2021 zijn betrokkenheid bij de film bevestigde, produceerde en cureerde ook de meeste originele nummers voor het album.
Een verlengde soundtrack met de titel Black Panther: Wakanda Forever Prologue werd op 25 juli 2022 uitgebracht door Hollywood Records en Marvel Music, met drie nummers, waaronder Tems' cover van Bob Marley's "No Woman, No Cry", die te zien was in de teaser-trailer. Het soundtrackalbum werd op 4 november uitgebracht als Black Panther: Wakanda Forever – Music from and Inspired By, door Roc Nation, Def Jam Recordings en Hollywood Records, waarbij Rihanna's originele single "Lift Me Up" een week voor het album uitkwam, op 28 oktober. Het soundtrackalbum kreeg lovende kritieken. Het filmmuziekalbum van Göransson werd op 11 november door Hollywood Records uitgebracht als Black Panther: Wakanda Forever (Original Score), wat samenviel met de release van de film.

## Achtergrond
Omdat de verhaallijn zich voornamelijk afspeelt in de onderwaterbeschaving van Talokan en geworteld is in de Meso-Amerikaanse, Wakandan- en Nigeriaanse culturen, ging Göransson naar Mexico-Stad om de Maya-muziek te onderzoeken en opnieuw te creëren, met het gevoel dat de muziek met geweld uit de geschiedenis is gewist. Voor de partituur werden verschillende oude instrumenten uit deze culturen gebruikt om de Maya-muziek na te bootsen, die hij volgens hem 'nog nooit eerder in een film had gehoord', terwijl het orkest en de Maya-klanken in de partituur werden verwerkt. Het thema voor T'Challa, de hoofdrolspeler in de eerste film, werd gewijzigd en geïntegreerd in de partituur. De opname voor de soundtrack en de partituur vond gelijktijdig plaats in Mexico en Lagos, met extra opnames in Los Angeles. Göransson werkte samen met hedendaagse artiesten - rappers, zangers, inheemse muzikanten en inheemse zangers voor het opnemen van de originele nummers op het album.

## Black Panther: Wakanda Forever Prologue
Een verlengde soundtrack met de titel Black Panther: Wakanda Forever Prologue (of simpelweg Wakanda Forever Prologue), werd op 25 juli 2022 uitgebracht door Hollywood Records. Het bevatte Tems' cover van Bob Marley's "No Woman, No Cry", die werd gebruikt in de teaser-trailer van de film, samen met twee andere nummers: "A Body, A Coffin" van Amaarae en "Soy" van Santa Fe Klan. Ludwig Göransson produceerde alle drie de nummers en was ook een van de songwriters voor "A Body, A Coffin".

### Tracklijst
| 1.                | No Woman, No Cry (Tems)    | 3:34 |
| 2.                | A Body, A Coffin (Amaarae) | 2:50 |
| 3.                | Soy (Santa Fe Klan)        | 3:09 |
| Totale duur: 9:33 |                            |      |

## Black Panther: Wakanda Forever – Music from and Inspired By
Black Panther: Wakanda Forever – Music from and Inspired By, een compilatie-soundtrackalbum voor de film, werd eind oktober aangekondigd en op 4 november 2022 uitgebracht door Roc Nation, Def Jam Recordings en Hollywood Records. Het album bevatte Rihanna's originele single "Lift Me Up" naast verschillende opgenomen nummers uitgevoerd door een reeks internationale artiesten uit Zuid-Afrika, Mexico en Nigeria, met name Burna Boy, Snow Tha Product, E-40, Stormzy, Fireboy DML, Tobe Nwigwe, Future, PinkPantheress en verscheidene anderen. Ludwig Göransson, die de soundtrack produceerde, zei in een interview: "Ryan en ik spraken over het belang van het creëren van een meeslepende reis van geluid en stem. Als we een nummer in de film gebruikten, wilden we dat het het hele nummer was, en om verbonden te zijn met het verhaal. Thematisch wilden we het publiek van verdriet naar feest brengen. Als je naar de soundtrack luistert, kun je je ogen sluiten en de ervaring van de film opnieuw beleven. Dat was de bedoeling." Op 11 november 2022 werd "Born Again", een nummer uitgevoerd door Rihanna, toegevoegd als het laatste nummer van het album via verschillende streamingdiensten.

### Tracklijst

#### Track listing
| 1.                 | Lift Me Up (Rihanna)                                                                 | 3:16 |
| 2.                 | Love & Loyalty (Believe) (Busiswa, DBN Gogo, Sino Msolo, Kamo Mphela & Young Stunna) | 6:20 |
| 3.                 | Alone (Burna Boy)                                                                    | 3:41 |
| 4.                 | No Woman, No Cry (Tems)                                                              | 3:33 |
| 5.                 | Árboles bajo el mar (Mare Advertencia Lirika & Vivir Quintana)                       | 4:21 |
| 6.                 | Con la brisa (Foudeqush & Ludwig Göransson)                                          | 2:47 |
| 7.                 | La vida (Snow Tha Product featuring E-40)                                            | 2:37 |
| 8.                 | Interlude (Stormzy)                                                                  | 2:18 |
| 9.                 | Coming Back for You (Fireboy DML)                                                    | 2:56 |
| 10.                | They Want It, But No (Tobe Nwigwe & Fat Nwigwe)                                      | 2:37 |
| 11.                | Laayli' kuxa'ano'one (ADN Maya Colectivo: Pat Boy, Yaalen K'uj & All Mayan Winik)    | 3:44 |
| 12.                | Limoncello (OG DayV & Future)                                                        | 2:34 |
| 13.                | Anya mmiri (CKay featuring PinkPantheress)                                           | 3:08 |
| 14.                | Wake Up (Bloody Civilian featuring Rema)                                             | 2:42 |
| 15.                | Pantera (Alemán featuring Rema)                                                      | 2:49 |
| 16.                | Jele (Busiswa, Gogo, Msolo, Mphela & Stunna)                                         | 3:49 |
| 17.                | Inframundo (Blue Rojo)                                                               | 3:11 |
| 18.                | No digas mi nombre (Calle x vida & Foudeqush)                                        | 3:42 |
| 19.                | Mi pueblo (Guadalupe de Jesús Chan Poot)                                             | 2:40 |
| 20.                | Born Again (Rihanna)                                                                 | 3:33 |
| Totale duur: 66:18 |                                                                                      |      |

## Black Panther: Wakanda Forever (Original Score)
De filmmuziek van Ludwig Göransson werd op 11 november 2022, dezelfde dag als de release van de film, uitgebracht als Black Panther: Wakanda Forever (Original Score) door Hollywood Records en Marvel Music.

## Tracklijst

#### Track listing
Alle muziek is geschreven door Ludwig Göransson.
| 1.                 | Nyana Wam                           | Baaba Maal & Massamba Diop               | 4:00 |
| 2.                 | We Know What You Whisper            | Busiswa                                  | 2:36 |
| 3.                 | Sirens                              | Vivir Quintana & Mare Advertencia Lirika | 3:56 |
| 4.                 | Welcome Home                        | Baaba Maal                               | 2:10 |
| 5.                 | Lift Me Up (Score version)          | Joselyn Coogler                          | 1:09 |
| 6.                 | He Wasn't There                     | Jorja Smith                              | 1:21 |
| 7.                 | Namor                               |                                          | 3:41 |
| 8.                 | They Want It, But No (Film version) | Tobe Nwigwe & Fat Nwigwe                 | 4:13 |
| 9.                 | Árboles Bajo El Mar (Film version)  | Quintana & Lirika                        | 6:30 |
| 10.                | Lost to the Depths                  |                                          | 1:29 |
| 11.                | Con La Brisa (Film version)         | Foudeqush & Ludwig Göransson             | 2:40 |
| 12.                | Yucatán                             |                                          | 1:41 |
| 13.                | Let Us Burn It Together             |                                          | 3:40 |
| 14.                | This Will Mean War                  | Magatte Sow                              | 2:09 |
| 15.                | Namor's Throne                      |                                          | 2:15 |
| 16.                | Imperius Rex                        |                                          | 7:41 |
| 17.                | Mama                                |                                          | 4:42 |
| 18.                | Who Did You See?                    |                                          | 3:12 |
| 19.                | Wakanda Forever                     |                                          | 2:35 |
| 20.                | Blood for Blood                     |                                          | 1:28 |
| 21.                | Yibambe!                            |                                          | 7:24 |
| 22.                | Sink the Ship                       |                                          | 3:51 |
| 23.                | It Could Have Been Different        |                                          | 1:53 |
| 24.                | Vengeance Has Consumed Us           |                                          | 4:04 |
| 25.                | Alliance                            |                                          | 1:47 |
| 26.                | T'Challa                            |                                          | 1:25 |
| Totale duur: 83:00 |                                     |                                          |      |